# Liste de poètes de langue italienne
Cet article répertorie des poètes ayant écrit en langue italienne (ou en dialecte de l'italien).
- Haut – A
- B
- C
- D
- E
- F
- G
- H
- I
- J
- K
- L
- M
- N
- O
- P
- Q
- R
- S
- T
- U
- V
- W
- X
- Y
- Z

## A
- Paul del Abbaco (Paolo dell'Abbaco) (v. 1281-1367).
- Bernardo Accolti (1465-1536)
- Luigi Alamanni
- Leone Battista Alberti
- Dante Alighieri
- Gabriele D'Annunzio
- Antonella Anedda
- Pietro Aretino (L'Arétin)
- Ludovico Ariosto (L'Arioste)
- Antonio Artusini (1554-1604)

## B
- Girolamo Baruffaldi (1675-1755)
- Giambattista Basile

- Giorgio Bassani
- Giulio Cesare Becelli
- Giuseppe Gioachino Belli

- Mario Benedetti
- Francesco Berni
- Attilio Bertolucci
- Carlo Betocchi
- Piero Bigongiari
- Bianco da Siena (1350 environ-1399)
- Emanuele Bidèra (1784-1858)
- Giovanni Boccaccio
- Matteo Maria Boiardo
- Clemente Bondi (1742-1821)
- Raffaello Borghini (1537-1588), dramaturge, poète et critique d'art florentin de la Renaissance
- Carlo Bordini
- Antonio Brognoli (1723-1807)
- Helle Busacca (1915-1996)
- Ferruccio Brugnaro (it) (1936-)

## C
- Ernesto Calzavara
- Dino Campana
- Novella Cantarutti, aussi en langue frioulane
- Giosuè Carducci
- Giovanni Della Casa
- Guido Cavalcanti
- Alberto Caramella
- Felice Cavallotti
- Melchiore Cesarotti
- Cino da Pistoia
- Vittoria Colonna
- Giusto de' Conti (1390-1449)
- Sara Copia Sullam (1592-1641)

## D
- Dante [Alighieri] voir : Alighieri
- Gianni D'Elia
- Eugenio De Signoribus
- Cesare De Titta (1862-1933)
- Angela Diana Di Francesca
- Salvatore Di Giacomo [napolitain]
- Domenico di Giovanni (1404-1449)
- Danilo Dolci (1924-1997)
- Rio Di Maria (1946-2020)

## F
- Mauro Fabi
- Teofilo Folengo (1491-1544)
- Franco Fortini (1917-1994)
- Girolamo Fracastoro
- Matteo Frescobaldi (v.1297-1348)
- Carlo Innocenzio Maria Frugoni

## G
- Alfonso Gatto
- Antonio Ghislanzoni
- Antonia Giannotti (ou Antonia Tanini Pulci ; vers 1452-1501)
- Alfredo Giuliani
- Giuseppe Giusti
- Guido Gozzano (1883-1916)
- Arturo Graf
- Francesco Mario Grapaldi (1460-1515)
- Girolamo Graziani (1604-1675)
- Lionello Grifo
- Tommaso Grossi
- Giovanni Battista Guarini
- Olindo Guerrini
- Carlo Alessandro Guidi
- Giovanni Guidiccioni
- Guittone d'Arezzo (1235-1294)

## I
- Jolanda Insana

## J
- Jacopone da Todi

## L
- Giacomo Lamberti
- Giacomo Leopardi
- Giacomo Lubrano
- Mario Luzi

## M
- Valerio Magrelli
- Alessandro Manzoni
- Biago Marin (1891-1985), en dialecte vénète graisàn [Grado dans le Frioul-Vénétie Julienne]
- Giambattista Marino (1569-1625)
- Alda Merini
- Guido Mazzoni (it)
- Pietro Metastasio
- Grazyna Miller
- Eugenio Montale
- Giovanni Stefano Montemerlo (1515-1572)
- Vincenzo Monti
- Isabella di Morra
- Albertino Mussato

## N
- Alberto Nessi
- Giacomo Noventa

## O
- Antonio Ongaro (1560-1599)
- Nico Orengo

## P
- Elio Pagliarani (1927-2012)
- Aldo Palazzeschi
- Filippo Pananti (1766–1837)
- Giovanni Pascoli (1855-1912)
- Pier Paolo Pasolini (1923-1975), aussi en langue frioulane
- Carlo Pasi (1940)
- Cesare Pavese
- Sandro Penna
- Pétrarque (Francesco Petrarca)
- Albino Pierro [lucanien]
- Antonio Piromalli
- Antonio Porchia
- Antonio Porta
- Antonia Pozzi
- Antonio Prete (1939)
- Luigi Pulci
- Barbara Pumhösel (1959-)

## Q
- Salvatore Quasimodo
- Maria Pia Quintavalla

## R
- Giovanni Raboni (1932-2004)
- Clemente Rebora
- Francesco Regis (1749-1811)
- Amelia Rosselli (1930-1996)
- Gabriele Rossetti
- Berardino Rota (1509-1575)
- Pietro Ruggeri da Stabello (1797-1858)

## S
- Umberto Saba (1883-1957)
- Franco Sacchetti (v. 1335– v. 1400)
- Carmelo Luca Sambataro
- Edoardo Sanguineti
- Joseph Sarko
- Camillo Sbarbaro (1888-1967)
- Mattia Scarpulla (1990-)
- Fabio Scotto
- Vittorio Sereni (1913-1983)
- Gabriella Sica
- Agostino John Sinadino (1876-1956)
- Leonardo Sinisgalli
- Sergio Solmi
- Michele Sovente [napolitain]
- Maria Luisa Spaziani
- Fabio Strinati (1983-)

## T
- Giuseppe Antonio Taruffi (1715-1786)
- Torquato Tasso (Le Tasse)
- Alessandro Tassoni
- Mario Tobino (1910-1991)
- Michele Tortorici (1947)
- Gianni Toti

## U
- Mariagiorgia Ulbar
- Giuseppe Ungaretti (1888-1970)

## V
- Patrizia Valduga
- Anton Maria Vannucchi (1724-1792)
- Giovanni-Maria Velmazio (XVIe siècle)
- Emilio Villa
- Cesare Viviani

## Z
- Bartolomeo Zamberti (1473-1539)
- Giacomo Zanella (1820-1888)
- Andrea Zanzotto (1921-2011)
- Valentino Zeichen